# Santiago Ormeño
Santiago Gabriel Ormeño Zayas (Ciudad de México, 4 de febrero de 1994) es un futbolista peruanomexicano. Juega como delantero centro Es internacional absoluto con la selección de Perú.
Santiago es nieto del exguardameta peruano nacionalizado mexicano, Walter Ormeño, quien atajó destacadamente en Perú y el extranjero durante los años cuarenta y cincuenta.

## Trayectoria

### Inicios
Santiago Ormeño fue formado en las divisiones menores de América, donde integró las filas del América Coapa que participaba en la Liga de Nuevos Talentos de México (hoy Serie B de México, tercera categoría local). Hizo su debut el 3 de octubre de 2012 en la goleada por 3-0 sobre Bavaria Tultitlán en pleno Torneo Apertura 2012. El 25 de octubre de 2013 anotó su primer gol con el club en la goleada por 5-2 sobre Cuautla por el Apertura 2013.
En 2015 llega a los Pumas de la UNAM donde participó con el equipo filial en la tercera división, donde hizo su debut el 15 de agosto de 2015 en la victoria por 2-0 sobre Tiburones Rojos de Veracruz Premier, por el Torneo Apertura 2015. En su tercer partido con el club marcó su primer gol con la filial, en la victoria por 3-2 frente a Pioneros de Cancún, disputado el 4 de septiembre.
En julio de 2017, Ormeño llegó a Pioneros de Cancún de la misma categoría para afrontar el Torneo Apertura 2017. Debutó con el club el 18 de agosto en la victoria por 2-1 sobre América Premier. El 11 de octubre anotó su primer tanto con el club en la victoria por 2-1 sobre Tuxtla.
En enero de 2018 llegó a Lobos de la BUAP Premier, que también competía en la tercera categoría del fútbol mexicano, sin embargo aunque jugó muy poco logró una anotación en dos partidos por el Torneo Clausura 2018.

### Club Puebla
En julio de 2018 pasa a las filas de Puebla, donde dio el salto a la primera división mexicana. El 26 de octubre de ese año, Ormeño tuvo su debut como jugador profesional de fútbol con el primer equipo jugando 5 minutos en la victoria por 1-0 sobre Venados por la Copa México Apertura 2018. El 20 de febrero de 2019 anotó su primer gol con el club, en el empate 1-1 ante Juárez por la Copa MX.

### Real Garcilaso
En julio de 2019, Puebla lo prestó por seis meses a Real Garcilaso de la Liga 1 de Perú con miras al Torneo Clausura, debutando oficialmente el 10 de agosto de ese mismo año en la victoria por 2-1 sobre Melgar, por los octavos de final de la Copa Bicentenario 2019, donde dio su primera asistencia con el club del Cuzco. El 23 de agosto convirtió su primer gol en Perú, nuevamente ante Melgar en la derrota por 2-1, esta vez por la liga. En noviembre, el club le obligó a rescindir el contrato y retornó a México con Juan Reynoso para entrenar con el primer equipo del Puebla.

### Club Puebla (2.ª etapa)
En diciembre de 2019, se oficializa el regreso de Ormeño al Club Puebla, convirtiéndose en el primer refuerzo de cara al Clausura 2020. Ganó popularidad tras su destacada participación en la e-LigaMX, torneo de FIFA 20 organizado por la Liga MX durante la pandemia de COVID-19.
El día lunes 27 de julio de 2020, jugando de visitante con Puebla ante Mazatlán, en El Kraken, fue el autor del primer gol en la historia de dicho inmueble.

### Club León
Tras marcar 17 goles en los últimos dos torneos de liga con el conjunto poblano Ormeño fue anunciado como nuevo jugador del Club León para el Apertura 2021.

## Selección nacional
Fue incluido en la lista de la selección peruana para disputar la Copa América 2021. Declinando así la posibilidad de recibir una convocatoria de la selección mexicana en un futuro. De acuerdo al reglamento de la FIFA sobre participación en selecciones, por jugar un torneo oficial con Perú, ya no podrá optar por ninguna otra selección.
Hizo su debut oficial el 20 de junio de 2021 en la victoria de Perú 2-1 ante Colombia por la Copa América 2021, entrando en el minuto 83 por Gianluca Lapadula. El 23 de junio de 2021, en el partido Perú-Ecuador por Copa América 2021, entró al minuto 78 por Gianluca Lapadula, jugó su segundo partido con la selección de fútbol del Perú.  

### Participaciones en Eliminatorias
| Eliminatorias                 | Sede       | Selección | Resultado  | Partidos | Goles | Asist. |
| ----------------------------- | ---------- | --------- | ---------- | -------- | ----- | ------ |
| Eliminatorias Mundial de 2022 | Sudamérica | Perú      | 5.º lugar  | 4        | 0     | 0      |
| Total                         | Total      | Total     | Total      | 4        | 0     | 0      |
| Eliminatorias Mundial de 2026 | Sudamérica | Perú      | En disputa | 2        | 0     | 0      |
| Total                         | Total      | Total     | Total      | 2        | 0     | 0      |

### Participaciones en Copa América
| Torneo            | Sede   | Resultado    | Partidos | Goles | Asist. |
| ----------------- | ------ | ------------ | -------- | ----- | ------ |
| Copa América 2021 | Brasil | Cuarto lugar | 6        | 0     | 0      |

### Partidos con la Selección Mayor de Perú
| Partidos internacionales | Partidos internacionales | Partidos internacionales | Partidos internacionales | Partidos internacionales | Partidos internacionales | Partidos internacionales      |
| N.º                      | Fecha                    | Ciudad                   | Local                    | Resultado                | Visitante                | Competición                   |
| ------------------------ | ------------------------ | ------------------------ | ------------------------ | ------------------------ | ------------------------ | ----------------------------- |
| 1                        | 20-06-2021               | Goiania                  | Colombia                 | 1:2                      | Perú                     | Copa América 2021             |
| 2                        | 23-06-2021               | Goiania                  | Ecuador                  | 2:2                      | Perú                     | Copa América 2021             |
| 3                        | 27-06-2021               | Brasilia                 | Venezuela                | 0:1                      | Perú                     | Copa América 2021             |
| 4                        | 02-07-2021               | Goiania                  | Perú                     | 3 (4:3) 3                | Paraguay                 | Copa América 2021             |
| 5                        | 05-07-2021               | Río de Janeiro           | Brasil                   | 1:0                      | Perú                     | Copa América 2021             |
| 6                        | 09-06-2021               | Brasilia                 | Colombia                 | 3:2                      | Perú                     | Copa América 2021             |
| 7                        | 10-10-2021               | La Paz                   | Bolivia                  | 1:0                      | Perú                     | Eliminatorias Mundial de 2022 |
| 8                        | 28-01-2022               | Barranquilla             | Colombia                 | 0:1                      | Perú                     | Eliminatorias Mundial de 2022 |
| 9                        | 01-02-2022               | Lima                     | Perú                     | 1:1                      | Ecuador                  | Eliminatorias Mundial de 2022 |
| 10                       | 24-03-2022               | Montevideo               | Uruguay                  | 1:0                      | Perú                     | Eliminatorias Mundial de 2022 |
| 11                       | 05-06-2022               | Barcelona                | Perú                     | 1:0                      | Nueva Zelanda            | Amistoso                      |
| 12                       | 06-09-2024               | Lima                     | Perú                     | 1:1                      | Colombia                 | Eliminatorias Mundial de 2026 |
| 13                       | 10-09-2024               | Quito                    | Ecuador                  | 1:0                      | Perú                     | Eliminatorias Mundial de 2026 |

## Estadísticas

### Clubes
Actualizado al último partido disputado el 01 de marzo de 2025.
| Club | Div.          | Temporada     | Liga  | Liga  | Copas nacionales(1) | Copas nacionales(1) | Copas internacionales | Copas internacionales | Total(2) | Total(2) | Promedio |
| Club | Div.          | Temporada     | Part. | Goles | Part.               | Goles               | Part.                 | Goles                 | Part.    | Goles    | Promedio |
| --- | ------------- | ------------- | ----- | ----- | ------------------- | ------------------- | --------------------- | --------------------- | -------- | -------- | -------- |
| América Coapa · México |               |               |       |       |                     |                     |                       |                       |          |          |          |
| 3.ª | 2012-A        | 1             | 0     | -     | -                   | -                   | -                     | 1                     | 0        | 0.00     |          |
| 3.ª | 2013-C        | 4             | 0     | -     | -                   | -                   | -                     | 4                     | 0        | 0.00     |          |
| 3.ª | 2013-A        | 6             | 2     | 1     | 0                   | -                   | -                     | 7                     | 2        | 0.29     |          |
| 3.ª | 2014-C        | 10            | 3     | -     | -                   | -                   | -                     | 10                    | 3        | 0.3      |          |
| 3.ª | 2014-A        | 3             | 0     | -     | -                   | -                   | -                     | 3                     | 0        | 0.00     |          |
| 3.ª | 2015-C        | 9             | 0     | -     | -                   | -                   | -                     | 9                     | 0        | 0.00     |          |
| Total club | Total club    | 33            | 5     | 1     | 0                   | 0                   | 0                     | 34                    | 5        | 0.15     |          |
| Universidad Nacional Premier · México |               |               |       |       |                     |                     |                       |                       |          |          |          |
| 3.ª | 2015-A        | 9             | 3     | -     | -                   | -                   | -                     | 9                     | 3        | 0.33     |          |
| 3.ª | 2016-C        | 0             | 0     | 6     | 3                   | -                   | -                     | 6                     | 3        | 0.5      |          |
| 3.ª | 2016-A        | 15            | 5     | -     | -                   | -                   | -                     | 15                    | 5        | 0.33     |          |
| 3.ª | 2017-C        | 15            | 6     | -     | -                   | -                   | -                     | 15                    | 6        | 0.4      |          |
| Total club | Total club    | 39            | 14    | 6     | 3                   | 0                   | 0                     | 45                    | 17       | 0.38     |          |
| Pioneros de Cancún · México · |               |               |       |       |                     |                     |                       |                       |          |          |          |
| 3.ª | 2017-A        | 13            | 3     | -     | -                   | -                   | -                     | 13                    | 3        | 0.23     |          |
| Total club | Total club    | 13            | 3     | 0     | 0                   | 0                   | 0                     | 13                    | 3        | 0.23     |          |
| Lobos BUAP Premier · México |               |               |       |       |                     |                     |                       |                       |          |          |          |
| 3.ª | 2018-C        | 2             | 1     | -     | -                   | -                   | -                     | 2                     | 1        | 0.5      |          |
| Total club | Total club    | 2             | 1     | 0     | 0                   | 0                   | 0                     | 2                     | 1        | 0.5      |          |
| C. Puebla · México | 1.ª           | 2018-A        | 1     | 0     | 1                   | 0                   | -                     | -                     | 2        | 0        | 0.00     |
| C. Puebla · México | 1.ª           | 2019-C        | 2     | 0     | 3                   | 1                   | -                     | -                     | 5        | 1        | 0.2      |
| C. Puebla · México | 1.ª           | 2020-C        | 1     | 0     | -                   | -                   | -                     | -                     | 1        | 0        | 0.00     |
| Real Garcilaso · Perú | 1.ª           | 2019          | 2     | 1     | 1                   | 0                   | -                     | -                     | 3        | 1        | 0.33     |
| Real Garcilaso · Perú | Total club    | Total club    | 2     | 1     | 1                   | 0                   | 0                     | 0                     | 3        | 1        | 0.33     |
| C. Puebla · México | 1.ª           | 2020-21       | 36    | 17    | -                   | -                   | -                     | -                     | 36       | 17       | 0.47     |
| C. León · México |               |               |       |       |                     |                     |                       |                       |          |          |          |
| 1.ª | 2021-22       | 28            | 1     | 1     | 1                   | 4                   | 1                     | 33                    | 3        | 0.09     |          |
| Total club | Total club    | 28            | 1     | 1     | 1                   | 4                   | 1                     | 33                    | 3        | 0.09     |          |
| C. D. Guadalajara · México | 1.ª           | 2022-22       | 0     | 0     | -                   | -                   | 1                     | 0                     | 1        | 0        | 0        |
| C. D. Guadalajara · México | 1.ª           | 2022-23       | 13    | 1     | -                   | -                   | -                     | -                     | 13       | 1        | 0.08     |
| C. D. Guadalajara · México | Total club    | Total club    | 13    | 1     | 0                   | 0                   | 1                     | 0                     | 14       | 1        | 0.07     |
| F. C. Juárez · México | 1.ª           | 2022-23       | 4     | 0     | 0                   | 0                   | 1                     | 0                     | 5        | 0        | 0.00     |
| F. C. Juárez · México | 1.ª           | 2023-A        | 7     | 1     | -                   | -                   | -                     | -                     | 7        | 1        | 0.14     |
| F. C. Juárez · México | Total club    | Total club    | 11    | 1     | 0                   | 0                   | 1                     | 0                     | 12       | 1        | 0.08     |
| C. Puebla · México | 1.ª           | 2024-C        | 9     | 3     | -                   | -                   | -                     | -                     | 9        | 3        | 0.33     |
| C. Puebla · México | Total club    | Total club    | 49    | 20    | 4                   | 1                   | 0                     | 0                     | 53       | 21       | 0.40     |
| QD Hainiu FC China | 1.ª           | 2025          | 2     | 0     | -                   | -                   | -                     | -                     | 9        | 3        | 0.33     |
| QD Hainiu FC China | Total club    | Total club    | 2     | 0     | 0                   | 0                   | 0                     | 0                     | 0        | 0        | 0.00     |
| Total carrera | Total carrera | Total carrera | 192   | 47    | 13                  | 5                   | 6                     | 1                     | 209      | 53       | 0.25     |
| (1)Incluye datos de la Copa de la Liga de Nuevos Talentos (2013-A), la Liguilla de Filiales (2016-C), la Copa México (2018-A y 2019-C) y la Copa Bicentenario (2019). |               |               |       |       |                     |                     |                       |                       |          |          |          |

### Selección nacional
- Actualizado el 10 de septiembre de 2024.

| Selección                                                                             | Temporada     | Amistosos | Amistosos | Amistosos | Sudamérica(1) | Sudamérica(1) | Sudamérica(1) | Mundial | Mundial | Mundial | Total | Total | Total  | Media goleadora |
| Selección                                                                             | Temporada     | Part.     | Goles     | Asist.    | Part.         | Goles         | Asist.        | Part.   | Goles   | Asist.  | Part. | Goles | Asist. | Media goleadora |
| ------------------------------------------------------------------------------------- | ------------- | --------- | --------- | --------- | ------------- | ------------- | ------------- | ------- | ------- | ------- | ----- | ----- | ------ | --------------- |
| Absoluta · Perú                                                                       | 2021          | —         | —         | —         | 7             | 0             | 0             | —       | —       | —       | 7     | 0     | 0      | 0               |
| Absoluta · Perú                                                                       | 2022          | 1         | 0         | 0         | 3             | 0             | 0             | —       | —       | —       | 4     | 0     | 0      | 0               |
| Absoluta · Perú                                                                       | 2024          | —         | —         | —         | 2             | 0             | 0             | —       | —       | —       | 2     | 0     | 0      | 0               |
| Total                                                                                 | Total         | 1         | 0         | 0         | 12            | 0             | 0             | 0       | 0       | 0       | 13    | 0     | 0      | 0               |
| Total carrera                                                                         | Total carrera | 1         | 0         | 0         | 12            | 0             | 0             | 0       | 0       | 0       | 13    | 0     | 0      | 0               |
| (1) Incluye los partidos de la Copa América/Clasificatorias Sudamericanas (2021-Act.) |               |           |           |           |               |               |               |         |         |         |       |       |        |                 |

## Palmarés
| Título                                                     | Club                              | País   | Año     |
| ---------------------------------------------------------- | --------------------------------- | ------ | ------- |
| Copa de Liga de Nuevos Talentos                            | América Coapa                     | México | 2014    |
| Copa de Liga de Nuevos Talentos                            | América Coapa                     | México | 2015    |
| Campeón de Campeones de la Copa de Liga de Nuevos Talentos | América Coapa                     | México | 2014-15 |
| Liga Premier de Ascenso (Filiales)                         | Club Universidad Nacional Premier | México | 2016    |